# Верџенс (Илиноис)
Верџенс (енгл. Vergennes) град је у америчкој савезној држави Илиноис.

## Демографија
По попису из 2010. године број становника је 298, што је 193 (-39,3%) становника мање него 2000. године.
| Група             | 2000.       | 2010.       |
| Белци             | 349 (71,1%) | 282 (94,6%) |
| Афроамериканци    | 110 (22,4%) | 2 (0,7%)    |
| Азијати           | 2 (0,4%)    | 1 (0,3%)    |
| Хиспаноамериканци | 21 (4,3%)   | 5 (1,7%)    |
| Укупно            | 491         | 298         |